# Festival international des scénaristes et compositeurs
 (février 2024).
 (juin 2017).
Si vous disposez d'ouvrages ou d'articles de référence ou si vous connaissez des sites web de qualité traitant du thème abordé ici, merci de compléter l'article en donnant les références utiles à sa vérifiabilité et en les liant à la section « Notes et références ».
Le Festival international des scénaristes et compositeurs, dit “Valence scénario” est un festival entièrement consacré à l'écriture de l’image. Fondé en 1998 par Isabelle Massot, et implanté à Valence depuis 2012, le Festival est organisé par l’association “Scénario au long court”, présidée par Frédérique Fragonard.
Valence scénario met en valeur de travail de scénaristes et de compositeurs, révèle les talents émergents du scénario et de la composition de musique pour l’image et met en relation les professionnels de l’industrie audiovisuelle et cinématographique.
Classé en catégorie 1 par le CNC, cet évènement est un lieu de réunion entre les scénaristes et les professionnels du secteur : producteurs, réalisateurs, distributeurs, agents, comédiens, compositeurs, musiciens… C’est également un moment de rencontres conviviales et créatives où le public amateur est lui aussi convié. 
Le Festival a lieu chaque année, au début du mois de juin, pendant 5 jours.
Adossé au Festival, l’association “Scénario au long court formation” propose également des formations professionnelles continues à destination des artistes-auteurs de l’audiovisuel.

## Histoire
Le Festival est imaginé et fondé en 1998 par Isabelle Massot, consultante et enseignante de l’écriture de scénario. Il s’agit de la première manifestation destinée à valoriser l’écriture visuelle, ainsi que les auteurs du monde de l’audiovisuel.  

### Lieux

#### La Ciotat
Les premières éditions ont lieu à La Ciotat de 1998 à 2004, grâce à la dynamique de Madame la Maire Rosy Sanna et Monsieur Georges Marque-Bouaret, Directeur de la communication. Toute une symbolique puisque c’est dans cette même ville que les frères Auguste et Louis Lumière ont fait naître le Septième Art en y tournant et en y projetant L'Arrivée d'un train en gare de La Ciotat.

#### Bourges
Le Festival s’installe à Bourges de 2005 à 2011 sous l’impulsion de Monsieur Gilbert Fillinger, Directeur de la Maison de la Culture, établissement public de coopération culturelle au sein duquel les événements du Festival ont lieu. L’agence culturelle de la ville prend ensuite le relais de la Maison de la Culture en proposant son Auditorium ainsi que le Théâtre Jacques-Cœur.

#### Valence
Depuis sa 15e édition en 2012, le Festival est implanté à Valence en Région Auvergne-Rhône-Alpes en collaboration avec la Région Rhône-Alpes, Valence Romans Agglo et LUX, la scène nationale de la ville. Les manifestations de ce rendez-vous consacré aux différentes formes d’écriture de l’image sont accueillies par les lieux emblématiques de la création visuelle de l’agglomération avec, en première ligne, LUX, Scène Nationale de Valence. La Cartoucherie, pôle l’image animée, le cinéma d’art et d’essai Le Navire, le Centre du Patrimoine Arménien et le Théâtre de la Ville accueillent également des événements de la manifestation.

## Le Festival
Valence scénario - Festival international des scénaristes et compositeurs est une manifestation dédiée à la valorisation de l’écriture de l’image de tous les genres (fiction, documentaire, animation, adaptation audiovisuelle, écriture sonore et musicale), de toutes les durées (court et long-métrage) et sur tous les supports (cinéma, télévision, web, podcast).

### Parrainage
Depuis sa création, le Festival international des scénaristes et compositeurs est fondé sur un système de parrainage. Il met en relation des professionnels du cinéma, de l’audiovisuel et de la musique avec les auteurs émergents de la Sélection officielle. Les parrains et marraines encadrent et conseillent les auteurs afin qu’ils puissent avoir un retour éclairé sur leur travail et améliorer leur projet. Ce parrainage permet également la création d’une chaîne de bienveillance professionnelle et d’accompagnement pour les jeunes auteurs.

## Sélection officielle
La Sélection officielle est une compétition dont l'objectif est de favoriser l’émergence des nouveaux talents des écritures audiovisuelles, en mettant en lumière les auteurs et les compositeurs, ainsi que leur projet. Elle a révélé en 26 ans des centaines de talents et projets. Chaque année, une quarantaine de créations non produites et en cours d'écriture sont sélectionnées à la suite d’un appel à projets. Chaque auteur sélectionné se voit parrainé d’un ou plusieurs professionnels qui l’accompagnent lors du festival afin de travailler sur le développement de son projet d’écriture grâce à trois dispositifs bien distincts. La compétition récompense les meilleurs projets de scénarios non réalisés de chaque catégorie en leur attribuant une Plume de Cristal. Les deux meilleurs projets du Marathon de composition de musique en 48 heures et du Marathon d’écriture de scénario en 48 heures sont quant à eux récompensés par un Encrier de Cristal. Le Festival s’achève par une cérémonie de clôture durant laquelle les trophées du Festival sont remis aux lauréats de leur catégorie par les différents Jurys.

### Le dispositif du Forum des auteurs
Le Forum des auteurs s’adresse à tous les auteurs d’un projet de long-métrage de fiction, sans producteur et désireux de progresser dans leur travail d’écriture. Quatre scénarios de long-métrage sont sélectionnés. Avant la manifestation, les auteurs sont accompagnés pendant un mois par un scénariste et un producteur, reconnus dans leur domaine et différents chaque année. Éloigné du simple pitch et envisagé comme une forme de préparation à défendre son projet auprès des sociétés de production ou de distribution, la présentation orale du projet devant un Jury et le public dure 45 minutes.  

### Le dispositif du Workshop
Cinq projets sont sélectionnés parmi les catégories suivantes : le Court Métrage, la Série, l’Animation et le Podcast. Les ateliers Workshops sont encadrés par un parrain professionnel qui accompagne les auteurs dans l’évolution de leur projet. Les Workshops se concluent par une présentation publique des projets de chaque auteurs, suivie d’une séance de questions/réponses avec le public. Les meilleurs projets sont ensuite récompensés d’une Plume de Cristal, par le Jury Création pour la Série et le Podcast, par le Jury Innovation pour le Court métrage et l’Animation.  

### Le dispositif du Marathon

#### Marathon d’écriture du court métrage en 48h
Quatorze auteurs sont sélectionnés et ont chacun 48 heures pour écrire un scénario de court métrage sur un sujet imposé par les présidents du Jury Révélation. Seul durant les 24 premières heures, chaque marathonien est ensuite parrainé d’un scénariste et d’un producteur. Le Jury Révélation attribue l’Encrier de Cristal du meilleur scénario du Marathon après la lecture des 14 scénarios.  

#### Marathon de composition de musique à l’image en 48h
Six compositeurs sont sélectionnés et ont chacun 48 heures pour composer la musique originale d’un même court métrage. Seul durant les 24 premières heures, chaque marathonien est ensuite parrainé d’un réalisateur et d’un producteur. Le Jury Révélation attribue l’Encrier de Cristal de la meilleure musique du Marathon à la suite de la projection du film et des six musiques originales.  

## Autres compétitions

### Prix du Marché du scénario
Lancé en 2022, le Prix du Marché du scénario récompense la détermination d'un trio scénariste, réalisateur et producteur à travailler ensemble dès l'origine d'un projet de long-métrage, de série ou d'unitaire tv. Cinq projets au stade de développement sont retenus sur la base d'un dossier qui met en valeur la rencontre et l'histoire du trio. Lors d'une séance organisée dans le cadre du Marché du scénario, les trios sélectionnés ont 10 minutes chacun afin de présenter leur projet et leur relation devant un Jury de professionnels. Une attention particulière est portée à la relation de travail qu'entretiennent les membres des trios. Le Prix du Marché du scénario est doté d'un montant de 1200 euros pour le développement du projet. Cette dotation est remise par France Télévisions, partenaire du Valence scénario - Festival international des scénaristes et compositeurs.

### Ancienne compétition: la compétition Écrans
Entre 2018 et 2021, le Festival ouvre la compétition aux scénarios réalisés, avec Valence Écrans. Elle a pour ambition de révéler les talents émergents de la création audiovisuelle, de nouveaux auteurs, réalisateurs, compositeurs, la plupart encore en marge des circuits de financement traditionnels. Il s’agit d’une sélection internationale d’œuvres de format court (films, séries), de tous genres (fiction, animation, documentaire) et pour tous supports (cinéma, télévision et nouveaux médias).   

## Les Parcours

### Accréditations

#### Espace Bleus
L’Espace Bleus est consacré aux auteurs émergents qui souhaitent en apprendre davantage sur le métier de scénariste et améliorer leur travail d’écriture. Durant quatre jours, l’Espace Bleus propose un programme basé sur l’échange et la transmission composé de modules et d’activités spécifiquement conçues pour les auteurs en voie de professionnalisation.  

#### Espace Pro
Réservé aux professionnels des métiers de l’audiovisuel et de l’écrit, l’Espace Pro propose un parcours étalé sur quatre jours qui favorise les rencontres, le partage de connaissance, le réseautage et la découverte de nouveaux projets.  

#### Espace Pro+
L’ Espace Pro+ est réservé aux professionnels confirmés des métiers de l’audiovisuel et de l’écrit. Il offre un accès complet à l’intégralité du Festival et permet aux professionnels de se réunir pour créer et déployer des opportunités artistiques et commerciales, partager des informations et développer des projets. Les accrédités Espace Pro+ bénéficient d’un service de prise de rendez-vous personnalisés entre accrédités Espace Pro+ et, en fonction de leur demande, avec les accrédités Pro.  

### Parcours spécifiques
Chaque année, le Festival s’associe avec des institutions du territoire drômois afin de proposer des programmes accessibles au plus grand nombre. Parmi celles-ci, la Pop Corn Caravane, les Maisons pour tous et les Médiathèques de Valence Romans Agglo proposent des ateliers et des événements pour découvrir la diversité du monde audiovisuel.

### Programmation grand public
Le Festival propose une programmation ouverte à tous au sein de laquelle on retrouve des grandes rencontres avec des personnalités reconnues du monde du cinéma et de la musique, ldes présentations des projets de scénarios de la Sélection officielle par leurs auteurs et d’autres événements divers autour de l’écriture audiovisuelle, cinématographique et sonore, comme des jeux dans les bars de la ville ou des projections de films.

## Les Invités

### Invités d’honneur[4]
Depuis la 19e édition en 2016, Nathalie Baye est la Présidente d’honneur du Festival. 
- 1998 : Jacques Fieschi
- 1999 : Gilles Taurand
- 2000 : Jean-François Goyet
- 2001 : Agnès Jaoui
- 2002 : Simon Michael
- 2003 : Jean Cosmos et Bertrand Tavernier
- 2004 : Tonie Marshall
- 2005 : Claude Miller
- 2006 : Raoul Peck
- 2007 : Nicole Garcia
- 2008 : Gérard Krawczyk
- 2009 : Pascale Ferran
- 2010 : Robert Guédiguian
- 2011 : Gilles Marchand
- 2012 : Charles Berling
- 2013 : Philippe Djian
- 2014 : Agnès de Sacy
- 2017 : Jean-Claude Carrière
- 2018 : Pan Nalin
- 2019 : Françoise Fabian
- 2021 : Pascal Légitimus
- 2022 : Noémie Lvovsky et Jim Capobianco
- 2023 : Sofiane Zermani

### Autres invités
- 2007 : Emmanuel Carrère, Alain Layrac (président du Jury Jeune)[6].
- 2008 : Jean-Pierre Darroussin, Éric Serra[7].
- 2012 : Jacques Higelin (membre du Grand Jury), Aure Atika (présidente du Jury Jeune), Jean-Michel Bernard[8].
- 2017 : Emmanuelle Bercot (présidente du Jury Film), Alexandre Desplat.
- 2018 : Ladj Ly (président du jury Écrans), Raphaëlle Desplechin (présidente du jury Création), Michaël Ponton (membre du jury Musique)[9]
- 2019 : Naidra Ayadi (membre du jury Création), Olivier Rabourdin (président du jury Écrans), Alex Beaupain (président du jury Musique), Pierre-Emmanuel Le Goff (membre du jury Écrans), Vincent Ravalec (président du jury Innovation), Bastien Bouillon (membre du Jury Écrans)[10].
- 2021 : Diastème (président du Jury Création), Tiphaine Daviot (présidente du Jury Ecrans), Rob (président du Jury Musique), Augusto Zavonello (président du Jury Innovation), Romain Compingt (membre du Jury Écrans)[11].
- 2022 : Sofiane Zermani (président du Jury Création), Youssef Hajdi (membre du Jury Création), Romane Bohringer (co-présidente du Jury Révélation), Para One (co-président du Jury Révélation), Edouard Montoute (membre du Jury Révélation), Guillaume Laurant (président du Jury Innovation), Timothée Hochet (membre du Jury Innovation)[12].
- 2023 : Gilles Marchand (président du Jury Innovation) Kim Chapiron et Rim’K (présidents du Jury Révélation), Valérie Donzelli (présidente du Jury Création) Philipine Leroy-Beaulieu (membre du Jury Création) Bachar Mar-Khalifé (membre du Jury Révélation), Alex Berger[13].